# Ramón Emilio Peralta
Ramón Emilio Peralta (* 1868 in Santiago de los Caballeros; † 7. September 1941 ebenda) war ein dominikanischer Komponist, Dirigent, Musikpädagoge und Saxophonist.
Peralta studierte bei José Feliú und Rafael Ildefonso Arté. Er leitete ab 1905 das neu gegründete Stadtorchester und die Musikakademie von Santiago, aus der Musiker wie Julio Alberto Hernández, Manuel Feliú, Federico Camejo und José Martinez hervorgingen. Mit der Banda Municipal führte er Werke wie Tschaikowskis Ouvertüre solennelle 1812, Bizets L’Arlésienne und Mendelssohns Hebriden-Ouvertüre auf.
Peralta komponierte Pasodobles, Walzer, Polonaisen, Polkas sowie eine unvollendet gebliebene Zarzuela nach einem Text von Pedro María Archambault.

## Quelle
- El Tren de Yaguaramas - Ramón Emilio Peralta

| Personendaten    | Personendaten                                                      |
| ---------------- | ------------------------------------------------------------------ |
| NAME             | Peralta, Ramón Emilio                                              |
| KURZBESCHREIBUNG | dominikanischer Komponist, Dirigent, Musikpädagoge und Saxophonist |
| GEBURTSDATUM     | 1868                                                               |
| GEBURTSORT       | Santiago de los Caballeros                                         |
| STERBEDATUM      | 7. September 1941                                                  |
| STERBEORT        | Santiago de los Caballeros                                         |